# Подольская (Новгородская область)
Подольская — деревня в Валдайском муниципальном районе Новгородской области, входит в Семёновщинское сельское поселение.

## История
В 1964 г. Указом Президиума ВС РСФСР деревня Подолы переименована в Подольскую.

## Население
| 2010 |
| ---- |
| 12   |